# Malina Prześluga
Malina Prześluga (ur. 27 maja 1983 w Trzciance) – polska dramatopisarka i pisarka. Absolwentka kulturoznawstwa na Uniwersytecie im. Adama Mickiewicza w Poznaniu. Dramaturżka Teatru Animacji w Poznaniu. Związana głównie z twórczością dla dzieci i młodzieży.

## Twórczość
Dramaturgiczna:
- Bestia (tekst zrealizowany w Lubuskim Teatrze im. L. Kruczkowskiego w Zielonej Górze, w reżyserii Przemysława Jaszczaka w 2015 r.; oraz w Centrum Kultury i Sztuki im. A. Meżeryckiego Scena Teatralna Miasta Siedlce w 2023 r., w reżyserii Roberta Protasewicza dyrektora Teatru ES)
- Pastrana (sztuka zrealizowana w Teatrze Animacji w Poznaniu, w reżyserii Marii Żynel w 2015 r.)
- Chomik Tygrys (tekst zrealizowany w Teatrze Animacji w Poznaniu, w reżyserii Laury Słabińskiej oraz w Teatrze Polskiego Radia w reżyserii Dobrosławy Bałazy w 2015 r.).
- A morze nie (pierwsza nagroda w XXVI Konkursie na Sztukę Teatralną dla Dzieci i Młodzieży organizowanym przez Centrum Sztuki Dziecka w Poznaniu, sztuka zrealizowana przez Wrocławski Teatr Lalek pod tytułem "A może morze" w reżyserii Michała Derlatki w 2015 r.)
- Chodź na słówko 2 (tekst zrealizowany w 2015 r. przez Centrum Sztuki Dziecka w Poznaniu, w reżyserii Jerzego Moszkowicza),
- Pustostan (2014) - tekst opublikowany w Dialogu, w lutym 2015 r.
- Pinokio (na motywach Pinokia Carla Collodiego, zrealizowany w 2014 r., w Teatrze im. A. Fredry w Gnieźnie, w reżyserii Roberta Drobniucha)
- Smoki (tekst zrealizowany w 2014 r. w Teatrze Animacji w Poznaniu, w reżyserii Mariána Pecki)
- 35 maja (adaptacja książki Ericha Kästnera pod tym samym tytułem, zrealizowana w 2014 r. w Opolskim Teatrze Lalki i Aktora im. A. Smolki, w reżyserii Pawła Aignera)
- Kwaśne Mleko (tekst zrealizowany w 2013 r. w Teatrze Polskim w Poznaniu, w reżyserii Uli Kijak)
- Dziób w dziób (tekst opublikowany w Dialogu[1], zrealizowany w 2013 r. w Teatrze Baj Pomorski w Toruniu, w reżyserii Zbigniewa Lisowskiego oraz w Teatrze Polskiego Radia w reżyserii Piotra Cieplaka w 2013 r.)
- Chodź na słówko (tekst zrealizowany w 2013 r. przez Centrum Sztuki Dziecka w Poznaniu, w reżyserii Jerzego Moszkowicza),
- Pręcik (2011) (tekst, pod tytułem "Światełko", zrealizowany w 2013 r. w Opolskim Teatrze Lalki i Aktora im. Alojzego Smolki, w reżyserii Mariana Pecko, oraz w Teatrze Baj Pomorski w Toruniu w reżyserii Zbigniewa Lisowskiego w 2012 r.)
- Arabela (na motywach serialu czechosłowackiego pt. Arabela, zrealizowany w 2012 r. w Teatrze Wybrzeże w Gdańsku, w reżyserii Pawła Aignera)
- Stopklatka (tekst zrealizowany przez Centrum Sztuki Dziecka w Poznaniu, w reżyserii Łukasza Chrzuszcza, oraz w Teatrze Powszechnym w Łodzi, w reżyserii Jakuba Zubrzyckiego).
- Nic, Dzika Mrówka, Adam i Ewa (tekst zrealizowany w Teatrze Polskiego Radia, w reżyserii Roberta Mirzyńskiego, w 2011 r. i w Teatrze Guliwer w Warszawie, w reżyserii Zbigniewa Lisowskiego w 2014 r. pod tytułem O raju, czyli o tym, co było, kiedy nic nie było)
- Najmniejszy Bal Świata (tekst zrealizowany w Teatrze Animacji w Poznaniu, Teatrze Zagłębie w Sosnowcu, Teatrze Ateneum w Katowicach i Teatrze Baj Pomorski w Toruniu)
- Bleee... (tekst zrealizowany w 2011 r. w Teatrze Maska w Rzeszowie, w reżyserii Laury Słabińskiej)
- Stephanie Moles dziś rano zabiła swojego męża, a potem odpiłowała mu prawą dłoń (monodram zrealizowany na scenie Laboratorium Dramatu w Warszawie w 2010 r., w reżyserii Kuby Kowalskiego)
- Grande Papa (2009)
- Jak Jest (2007)

Literacka:
- Bajka i Majka (Tashka, 2013),
- Ziuzia (Tashka, 2012)
- Ziuzia i coś niezwykłego (Tashka, 2014)
- Bajka o włosie Patryku (Tashka, 2014)
- Bajka o starej babci i molu Zbyszku (Tashka, 2014)

## Ważniejsze nagrody i wyróżnienia
- Nagroda Ministra Kultury i Dziedzictwa Narodowego prof. Małgorzaty Omilanowskiej za dokonania w dziedzinie literatury i dramaturgii dla dzieci (2015).
- Druga nagroda (pierwszej nie przyznano) w zamkniętym konkursie dramaturgicznym Wrocławskiego Teatru Współczesnego Strefy_Kontaktu_2016 za sztukę "Garnitur Prezydenta" (2015)
- Nagroda jury, nagroda dziennikarzy i nagroda publiczności w VI edycji Metafor Rzeczywistości za dramat Kwaśne Mleko (2013)[2]
- Nagroda indywidualna w 19. Ogólnopolskim Konkursie na Wystawienie Polskiej Sztuki Współczesnej za tekst Chodź na słówko (2013)[3]
- Książka Roku Polskiej Sekcji Nagród IBBY za książkę Ziuzia (2013)[4]
- Medal Młodej Sztuki w dziedzinie Literatura (2012)
- Wyróżnienie w XII edycji festiwalu Dwa Teatry za tekst słuchowiska Nic, Dzika Mrówka, Adam i Ewa (2012)[5]
- Główna nagroda w Konkursie Na Sztukę dla Dzieci i Młodzieży Centrum Sztuki Dziecka w Poznaniu (2013, 2011, 2010, 2007)[6]